# Малейки (Гомельская область)
Малейки (бел. Малейкі) — агрогородок в Малейковском сельсовете Брагинского района Гомельской области Республики Беларусь. Административный центр Малейковского сельсовета.

## География

### Расположение
В 8 км на восток от Брагина, 32 км от железнодорожной станции Хойники (на ветке Василевичи — Хойники от линии Калинковичи — Гомель), 138 км от Гомеля.

### Гидрография
На западе сеть мелиоративных каналов.
Агрогородок огибает р. Брагинка.

## Транспортная сеть
Транспортные связи по просёлочной, затем автомобильной дороге, которая связывает Брагин с автодорогой Речица — Лоев.
Планировка состоит из прямолинейной улицы меридиональной ориентации, к которой на юге под прямым углом присоединяется короткая прямолинейная улица. На западе, параллельно основной, расположена ещё одна короткая улица. Застройка двусторонняя, преимущественно деревянная, усадебного типа.

## История
Выявленный археологами курганный могильник (30 насыпей, в 1,2 км от деревни, в урочище Курганне) свидетельствует про заселение здешних обителей в глубокой древности. По письменным источникам известна с XVI века как деревня во владении князя Вишневецкого, во 2-й половине XVII века — Конецпольских. После 2-го раздела Речи Посполитой (1793 год) в составе Российской империи. В 1811 году упомянута как деревня в Речицком повете Минской губернии, владение Ракицких. В 1897 году располагался хлебозапасный магазин, в Брагинской волости Речицкого повета Минской губернии.
С 8 декабря 1926 года центр Малейковского сельсовета Брагинского района Речицкого, с 9 июня 1927 года Гомельского (с 26 июля 1930 года) округов, с 20 февраля 1938 года Полесской, с 8 января 1954 года Гомельской областей. Действовала начальная школа.
В 1930 году организован колхоз, работал крахмальный завод. Во время Великой Отечественной войны фашисты в 1943 году частично сожгли деревню. В боях за освобождение деревни и окрестностей в 1943 году погибли 75 солдат 356-й стрелковой дивизии, в память о которых в 1965 году установлена скульптура солдата. На фронтах и в партизанской борьбе погиб 171 местный житель. В память о них в 1970 году установлена скульптурная композиция. Центр колхоза «Пераможник». Располагались крахмальный завод, средняя школа, клуб, библиотека, детский сад, фельдшерско-акушерский пункт, отделение связи, магазин.
В состав Малейковского сельсовета в 1962 году входили ныне несуществующие: деревня Восток, в 1966 году посёлок крахмального завода, в 1998 году хутор Пацков.
18 января 2011 года деревня Малейки преобразована в агрогородок.

## Население

### Численность
- 2004 год — 142 хозяйства, 392 жителя

### Динамика
- 1897 год — 55 дворов, 354 жителя (согласно переписи)
- 1908 год — 56 дворов, 383 жителя
- 1959 год — 497 жителей (согласно переписи)
- 2004 год — 142 хозяйства, 392 жителя

## Достопримечательность
- Курганный могильник (30 насыпей, в 1,2 км от деревни, в урочище Курганне).
- Памятник землякам, погибшим в годы Великой Отечественной войны[2].